# Eufemie Velkopolská
Eufemie Velkopolská (polsky: Eufemia Odonicówna) (mezi lety 1230 a 1239 – po 15. únor 1281) byla kněžna velkopolská z rodu Piastovců a také kněžna opolsko-ratibořská.

## Život
Byla nejmladším dítětem Vladislava Odonice a jeho ženy Hedviky (polsky Jadwiga). Její původ není znám. Přesné datum narození Eufemie také není doloženo. Historici se shodují, že se narodila v 30. letech 13. století. Literatura uvádí rok 1230.
Měla bratra a dvě sestry.
V roce 1251 se provdala za Vladislava I. Opolského, vévodu z Opole a Ratiboře. Manželé byli pokrevně příbuzní ve čtvrtém stupni podle kanonického výpočtu. Není známo, zda dostali potřebnou papežskou dispenzaci. Historikové a vědci se domnívají, že celá záležitost byla kladně vyřešena. Toto manželství mělo za cíl spojení záměrů Velkopolských a Opolských Piastovců. Protože již v roce 1244 daroval Vladislav I. Opolský kališské knížectví, součást kujavska (polsky Księstwo kaliskie) bratrovi Eufemie – Přemyslovi I. Velkopolskému.
S manželem měla pět dětí. (viz Vladislav I. Opolský)

## Mecenášství
V roce 1258 spolu s manželem a syny finančně podpořila klášter cisterciáků v Rudě (polsky Rudy Wielkie; niem. Rudy, Groß Rauden).
V roce 1281 dala souhlas s darem Řádu premonstrátských řeholních kanovníků ve výši 100 franských lánů v Lublině. Byla zakladatelkou Kostela svaté Máří Magdalény v Těšíně.
Ovdověla v roce 1281, nebo až v roce 1282.
Od Eufemie Velkopolské vycházejí Slezští Piastovci v linii: těšínská († 1625/1706), osvětimská starší (†1405) a osvětimská mladší († 1495/1497), opolská, kozelsko-bytomská († 1354/1355), kteří byli narozeni po roce 1251.

## Smrt
Zemřela 15. února 1281.Mohla však žít ještě v roce 1287.